# A Whole New World
A Whole New World er en sang fra Disneyfilmen Aladdin fra 1992. På dansk hedder sangen Et helt nyt liv.
Sangen blev udgivet i 1992 som single hvor den synes af Regina Belle og Peabo Bryson. Den 6. marts 1993 nåede sangen op på toplisten Billboard Hot 100. Sangen fik en Grammy Award 1994 for "Årets sang".
Sangen vandt adskillige priser, heriblandt Oscar for bedste sang og Grammy for bedste sang.
Melodien høres også i SNES-spillet Aladdin på bonusbanen hvor man flyver med det flyvende tæppe over byen. 
På dansk synes sagen af filmen, Søren Launbjerg og Louise Norby.

## Coverversioner
- Jessica Simpson og Nick Lachey
- Kelly Clarkson
- Ruben Studdard